# Mineo
Mineo ist eine italienische Gemeinde der Metropolitanstadt Catania in der Region Sizilien mit 4418 Einwohnern (Stand 31. Dezember 2023).

## Lage und Daten
Mineo liegt 66 km südwestlich von Catania. Die Einwohner arbeiten hauptsächlich in der Landwirtschaft, in der Viehzucht oder in der Möbelindustrie.
Die Nachbargemeinden sind Aidone (EN), Caltagirone, Grammichele, Licodia Eubea, Militello in Val di Catania, Palagonia, Piazza Armerina (EN), Ramacca und Vizzini.

## Geschichte
Die Ursprünge Mineos reichen bis ins 5. Jahrhundert v. Chr. zurück. In arabischer Zeit wurde der Ort zu einer Festung ausgebaut.
Im Jahr 1826 stürzte bei Mineo ein Meteorit zu Boden. Die 42 Gramm schweren Überreste wurden anschließend als Pallasit klassifiziert.

## Sehenswürdigkeiten
Die Kirche Sant’Agrippina stammt ursprünglich aus dem 14. Jahrhundert, das Innere aus dem 18. Jahrhundert. Im Inneren befindet sich eine Krippe, die aus dem 18. Jahrhundert stammt. Die Kirche San Pietro wurde im 17. Jahrhundert erbaut. Im Inneren steht eine Christusfigur aus Holz. Die Kirche Santa Maria Maggiore wurde im 11. Jahrhundert erbaut, allerdings im 18. Jahrhundert rekonstruiert. Im Inneren befindet sich eine Orgel aus dem 18. Jahrhundert.

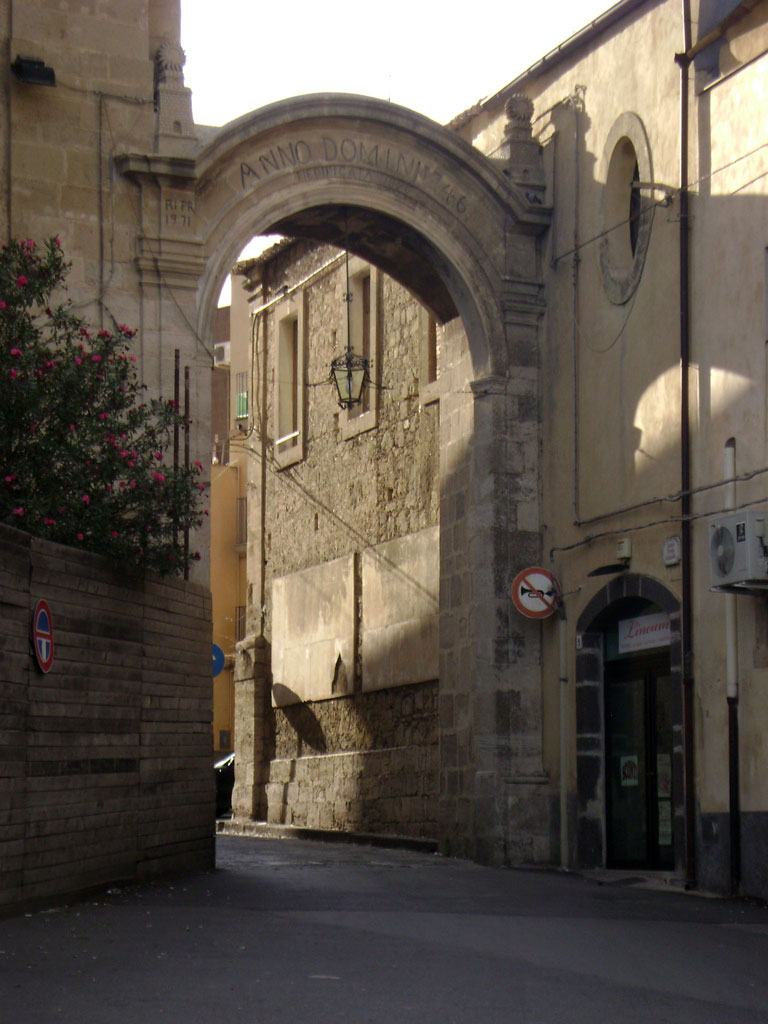
Porta Adinolfo
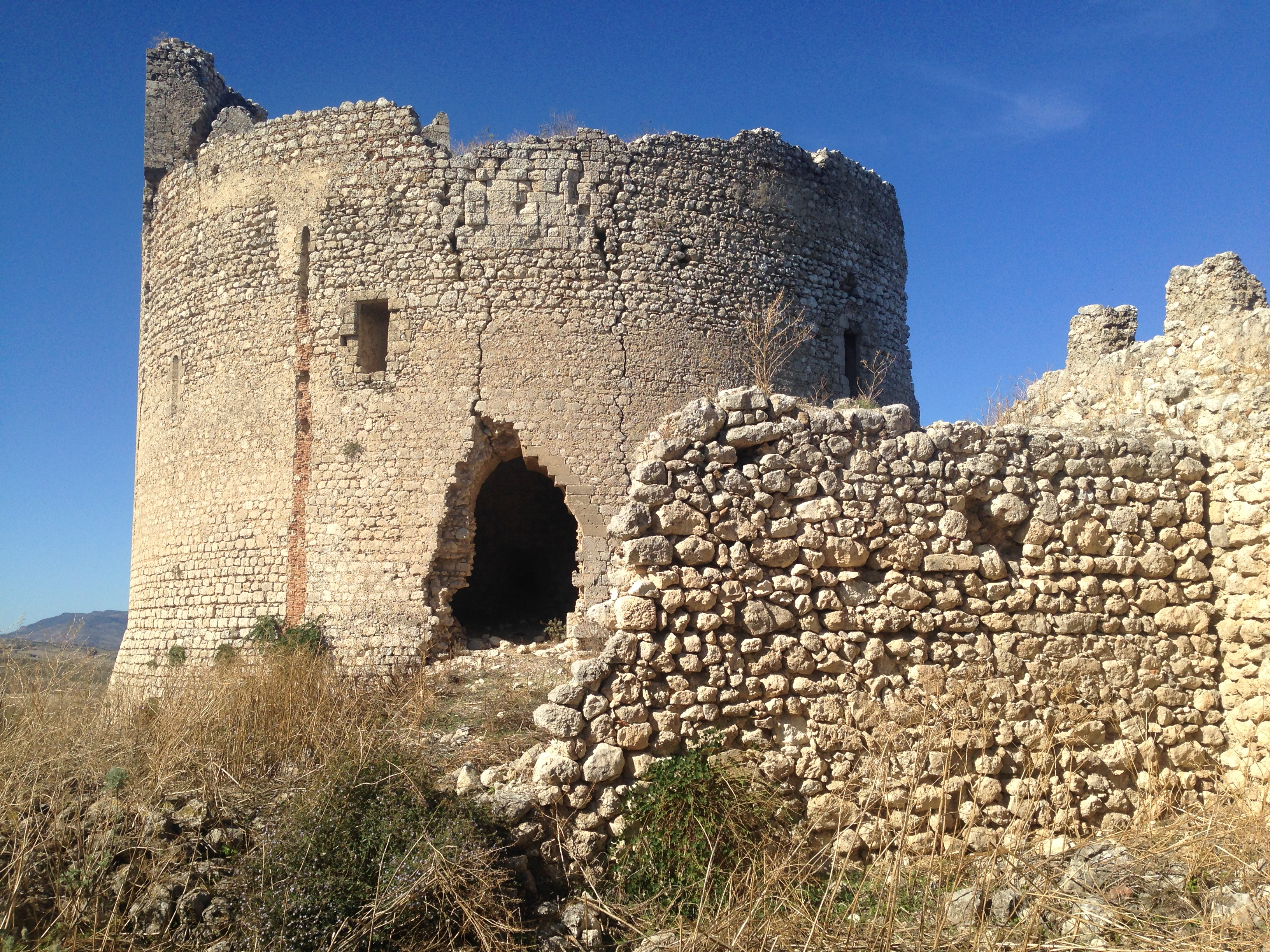
Castello di Mongialino

## Persönlichkeiten
- Duketios († 440 v. Chr.), Anführer der Sikeler
- Ludovico Buglio (1606–1682), Jesuit und Missionar
- Luigi Capuana (1839–1915), Schriftsteller
- Alois Ricceri (1901–1989), Salesianer, Generalobere der Kongregation
- Giuseppe Bonaviri (1924–2009), Schriftsteller